# Kashika Kapoor
Kashika Kapoor (Marathi काशिका कपूर; * 18. Februar 2002 in Mumbai) ist eine indische Schauspielerin.

## Leben und Karriere
Kashika wurde am 18. Februar 2002 in Mumbai geboren. Sie studierte an der Jeff Goldberg Studio in Mumbai. Danach setzte sie ihr Studium an der New York Film Academy fort. Zunächst trat sie in verschiedenene Musikvideos wie Neendra, Tere Kol Rehna, Ishqa, Sachha Wala Pyaar und Thodi Thodi Saans auf. Ihr Schauspieldebüt gab sie 2022 in der Serie The Vibe Hunters. Anschließend bekam sie 2024 in dem Film Aayushmati Geeta Matric Pass die Hauptrolle. 2025 wird Kapoor in dem Film Love Your Father zu sehen sein.

## Filmografie
- 2022: The Vibe Hunters (Fernsehserie)
- 2024: Aayushmati Geeta Matric Pass